# Abbas Dabylow

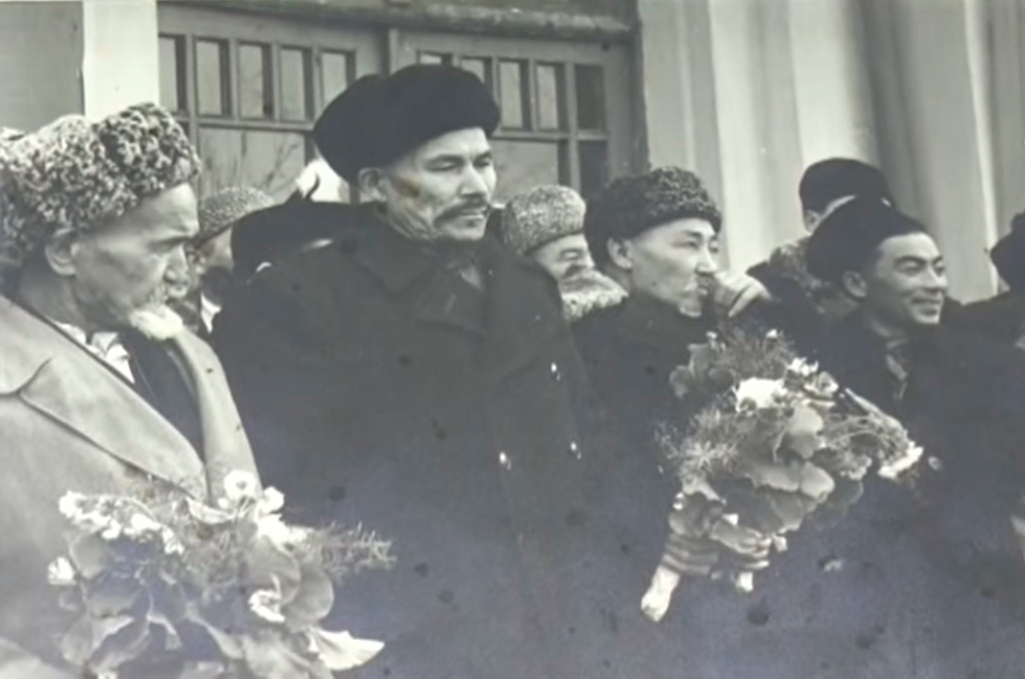
Abbas Dabylow, (2. von links)

Abbas Dabylow (karakalpakisch Abbaz Dabılov; russisch Аббаз Дабылов; geboren 1898 in Kara-Oj, Bezirk Taxtakoʻpir, Usbekistan; gestorben am 12. Januar 1970) war ein sowjetisch-karakalpakischer Dichter. Er gilt als einer der bekanntesten Vertreter der karakalpakischen Literatur.

## Leben
Dabylow besuchte während seiner Kindheit eine Religionsschule. Seine ersten Gedichte schrieb er 1915. Während der Kollektivierung der Landwirtschaft nahm sein kreatives Schaffen zu, in dieser Zeit entstanden unter anderem die Gedichte Kameraden (1926) und Organisiert Euch in Artels! (1928). Die Gedichte Ich habe gesehen (1939) und Das Mausoleum (1939) drücken die Liebe der Karakalpaken für Lenin, das sozialistische Vaterland und Moskau aus. In den 1940er und 1950er Jahren schrieb er das zweibändige Monumentalepos Baxadir.

## Auszeichnungen
- Volksdichter der Karakalpakischen ASSR, 1945
- Volkssänger der Usbekischen SSR, 1957
- Staatspreis der Karakalpakischen ASSR, 1967

## Werke
- Baxadir, Nukus 1957
- Saralang'an asarlar, Bd. 1–2, Nukus 1959–1967
- Arnaular, Nukus 1966

in russischer Übersetzung
- Swetly den, Nukus 1956